# Mastigias pantherinus
Mastigias pantherinus är en manetart som beskrevs av Ernst Haeckel 1880. Mastigias pantherinus ingår i släktet Mastigias och familjen Mastigiidae. Inga underarter finns listade i Catalogue of Life.